# ساسکس غربی
ساسکس غربی (به انگلیسی: West Sussex) نام شهرستانی تشریفاتی و غیرشهری در ناحیه جنوب شرقی انگلستان است. این شهرستان با ساسکس شرقی، همپشایر و ساری مرز مشترک دارد. علت شهرت آن قلعه‌های آن است. مرکز آن شهر چیچستر است و مساحت آن ۱٬۹۹۱ کیلومتر مربع است. جمعیت آن بنابر تخمین سال ۲۰۱۰، ۷۹۹٬۸۰۰ نفر است. درصد جمعیتی ساسکس غربی به صورت ۹۶٫۶٪ سفید و ۱٫۷٪ متعلق به آسیای جنوبی است. این شهرستان در سال ۱۹۷۴ تأسیس شده‌است

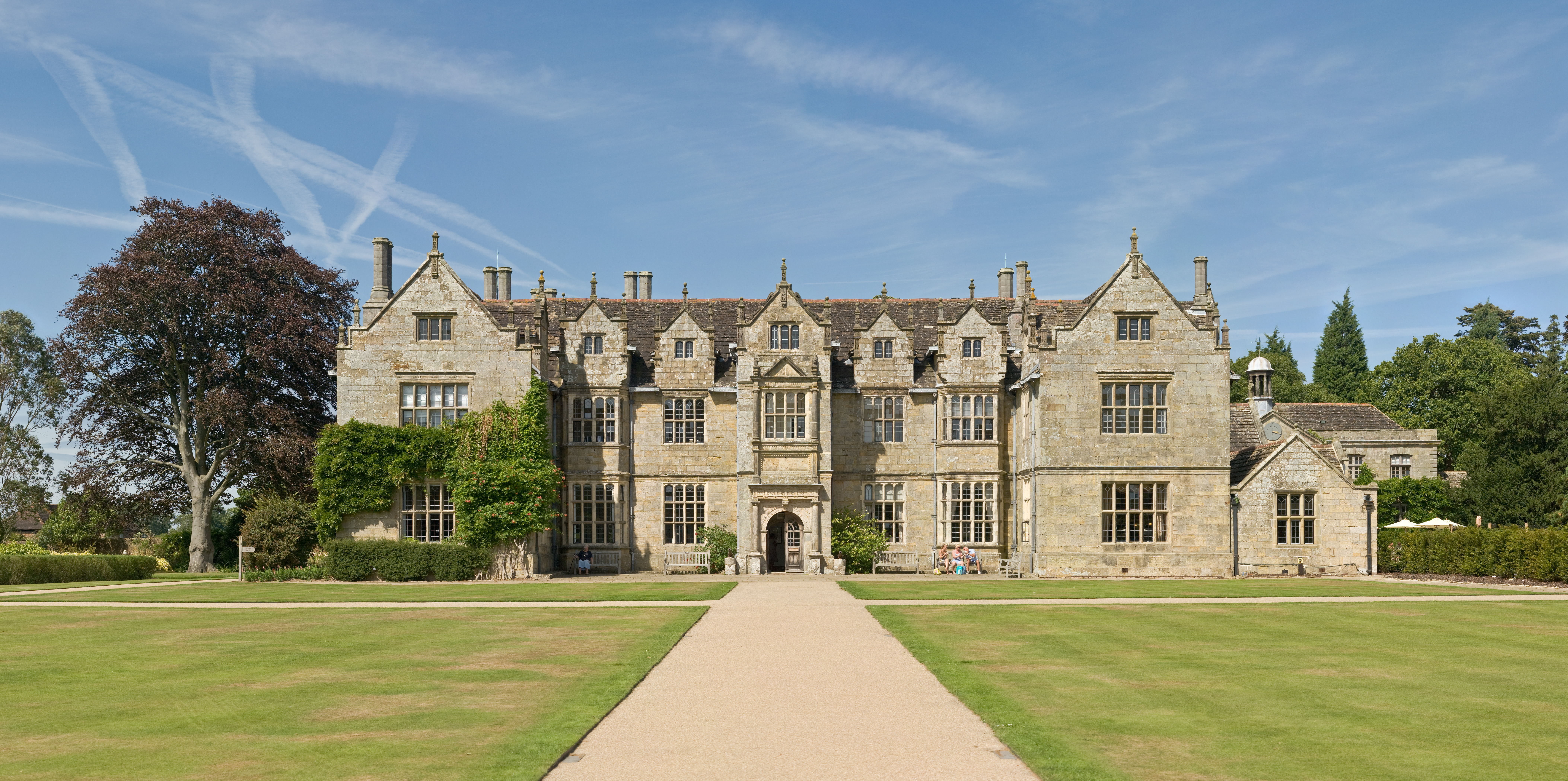
قصر ویکهورست یک خانه و باغ گیاه‌شناسی در ساسکس غربی انگلستان است که متعلق به نشنال تراست است اما توسط باغ گیاه‌شناسی سلطنتی، کیو استفاده و مدیریت می‌شود. این مکان در نزدیکی آردینگلی، ساسکس غربی در جنگل ویلد (شبکه ملی مرجع TQ340315) است و شامل یک عمارت اواخر قرن شانزدهمی، یک باغ عمدتاً متعلق به قرن بیستم و ساختمانی مدرن، بانک بذر هزاره کیو است. بازدیدکنندگان می‌توانند باغ‌های عمارت را ببینند و همچنین از بانک بذر نیز دیدن کنند. این باغ امروزه حدود ۲ کیلومتر مربع را پوشش می‌دهد و شامل باغ دیواری و باغ آبی، درختزار و مناطق حفاظت شده تالاب است.

## نگارخانه

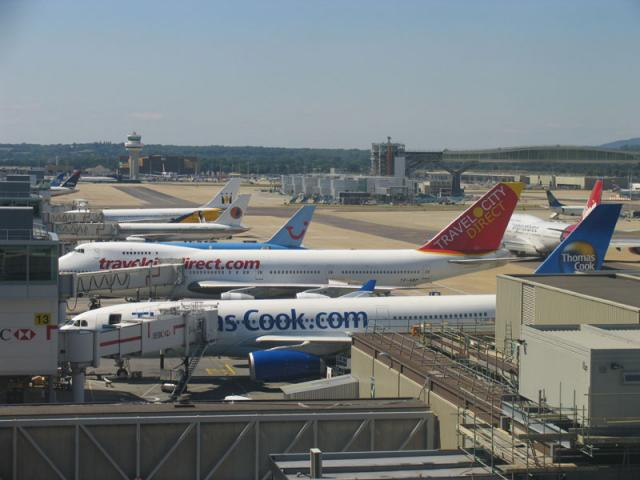
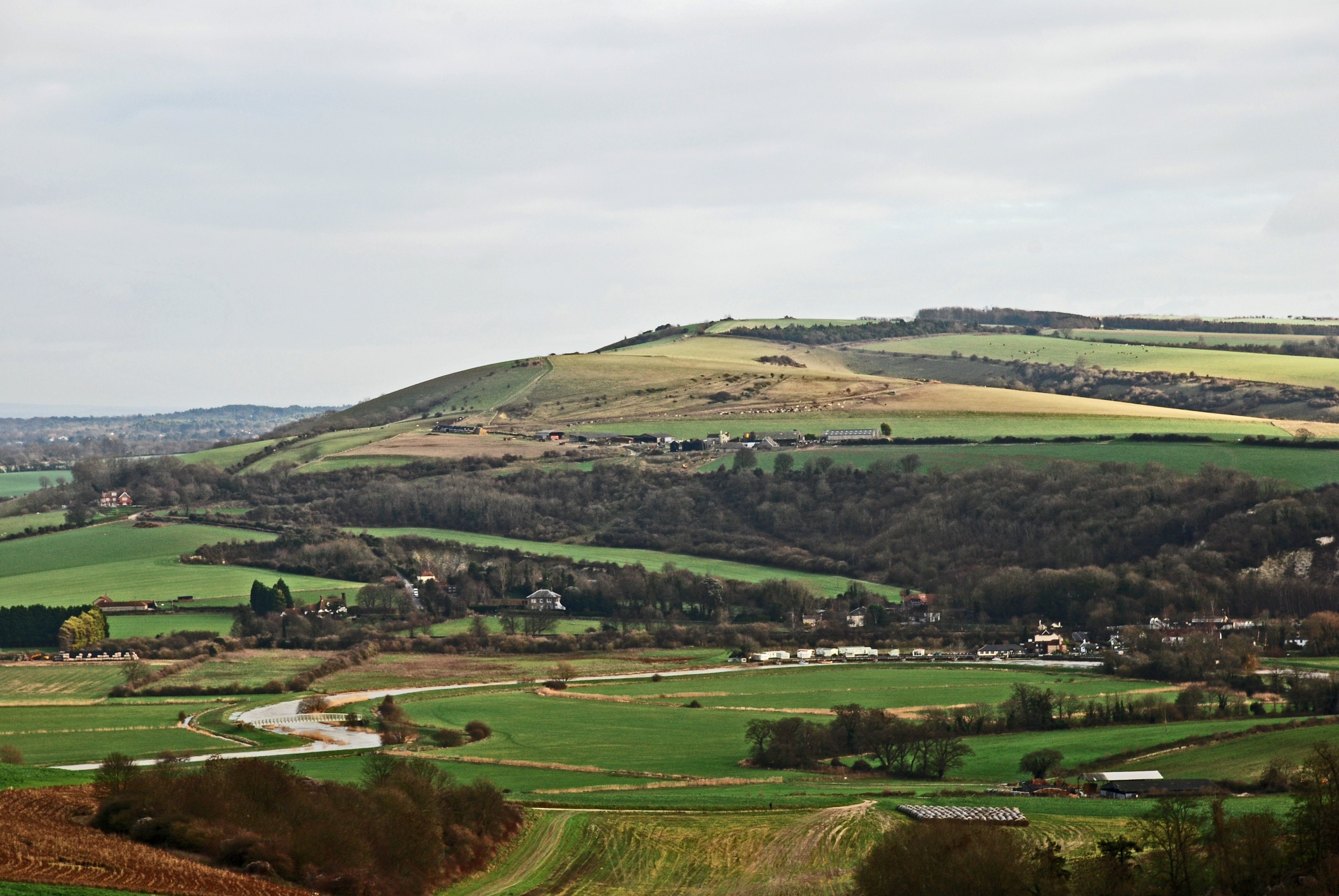
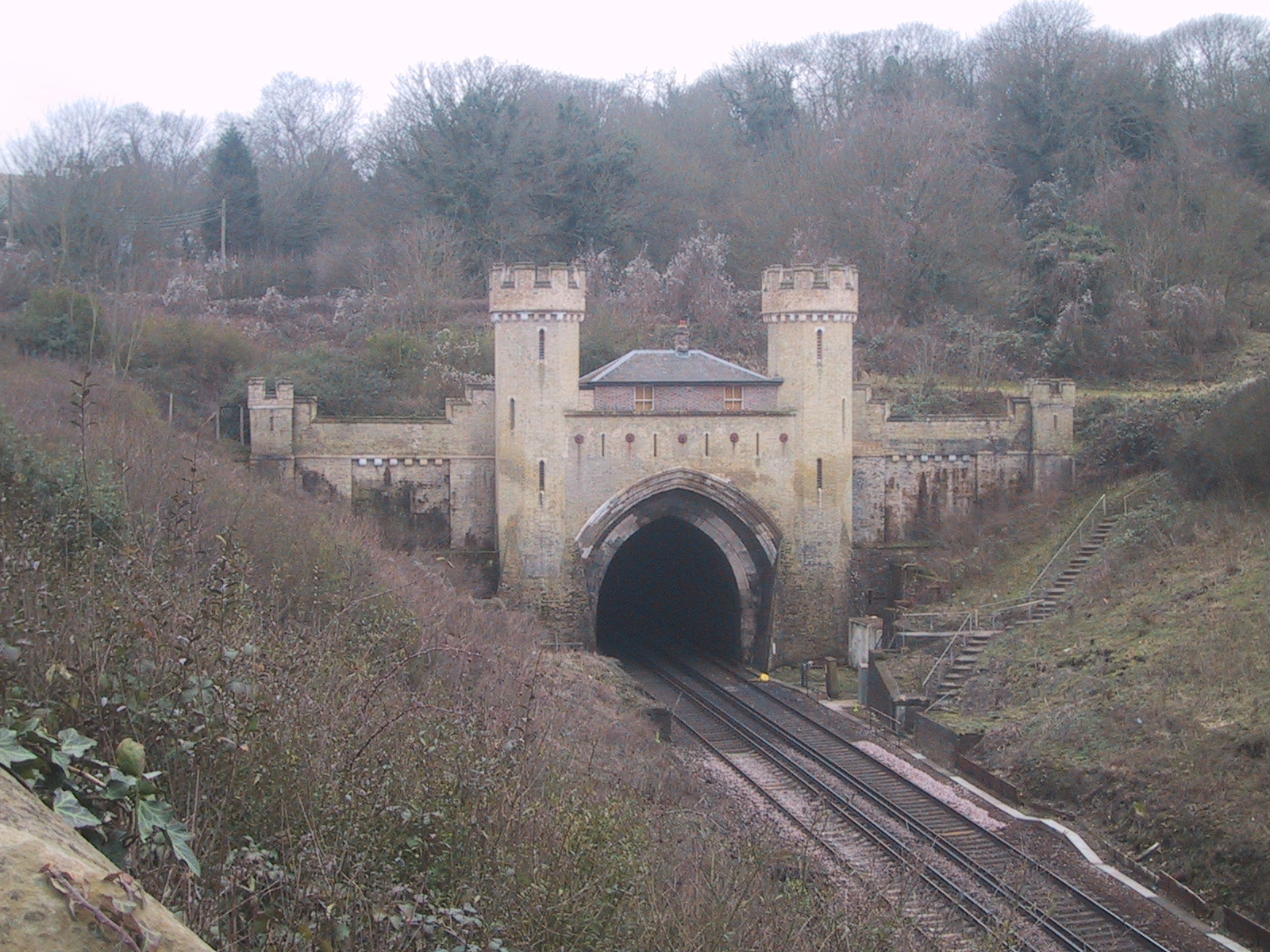
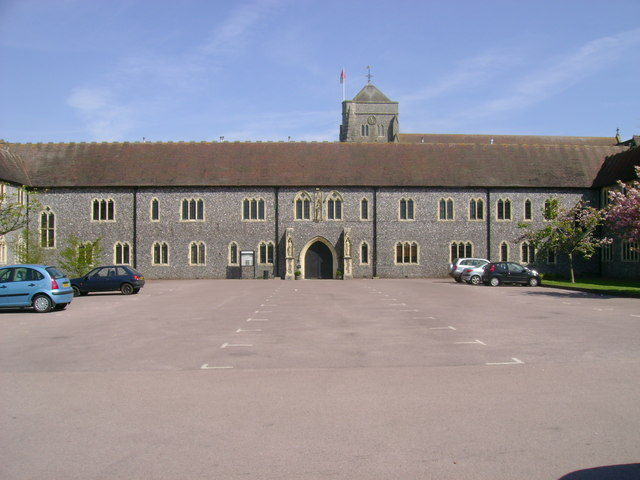